# Global Precipitation Measurement
Global Precipitation Measurement (GPM) – wspólna misja agencji kosmicznych japońskiej JAXA i amerykańskiej NASA, przeznaczona do przeprowadzania pomiarów opadu na powierzchnię Ziemi. Satelita będzie współpracował z działającymi obecnie operacyjnie satelitami meteorologicznymi serii NOAA i MetOp. Misja powstała w wyniku sukcesu podobnej misji Tropical Rainfall Measuring Mission (TRMM), również japońsko-amerykańskiej, która od 1997 r. wykonuje pomiary jedynie dla niskich szerokości geograficznych ze względu na małe nachylenie orbity. Nachylenie orbity GPM będzie znacznie większe (65°), obejmie więc pomiarami m.in. całą Europę. Będzie to pierwszy satelitarny radar opadowy, z którego będą dostępne dane opadowe dla Polski.
Satelita GPM Core Observatory będzie dokonywał pomiarów opadu za pomocą urządzeń mikrofalowych zarówno aktywnych (radar) jak i pasywnych (radiometr), dzięki czemu będzie w stanie odtworzyć 2-wymiarowe oraz 3-wymiarowe pole opadu.
Projekt jest zarządzany przez Centrum Lotów Kosmicznych imienia Roberta H. Goddarda NASA, gdzie sonda była składana i testowana. Koszt budowy i wystrzelenia satelity wyniósł prawie 1,2 miliarda USD, w tym budżet strony amerykańskiej to 933 miliony USD (z czego sfinansowano budowę satelity, instrumentu mikrofalowego i systemów naziemnych), strona japońska wyłożyła 226 mln USD (radar i koszty wystrzelenia).
Satelita został wystrzelony za pomocą japońskiej rakiety H-IIA z kosmodromu Tanegashima w dniu 27 lutego 2014 r.

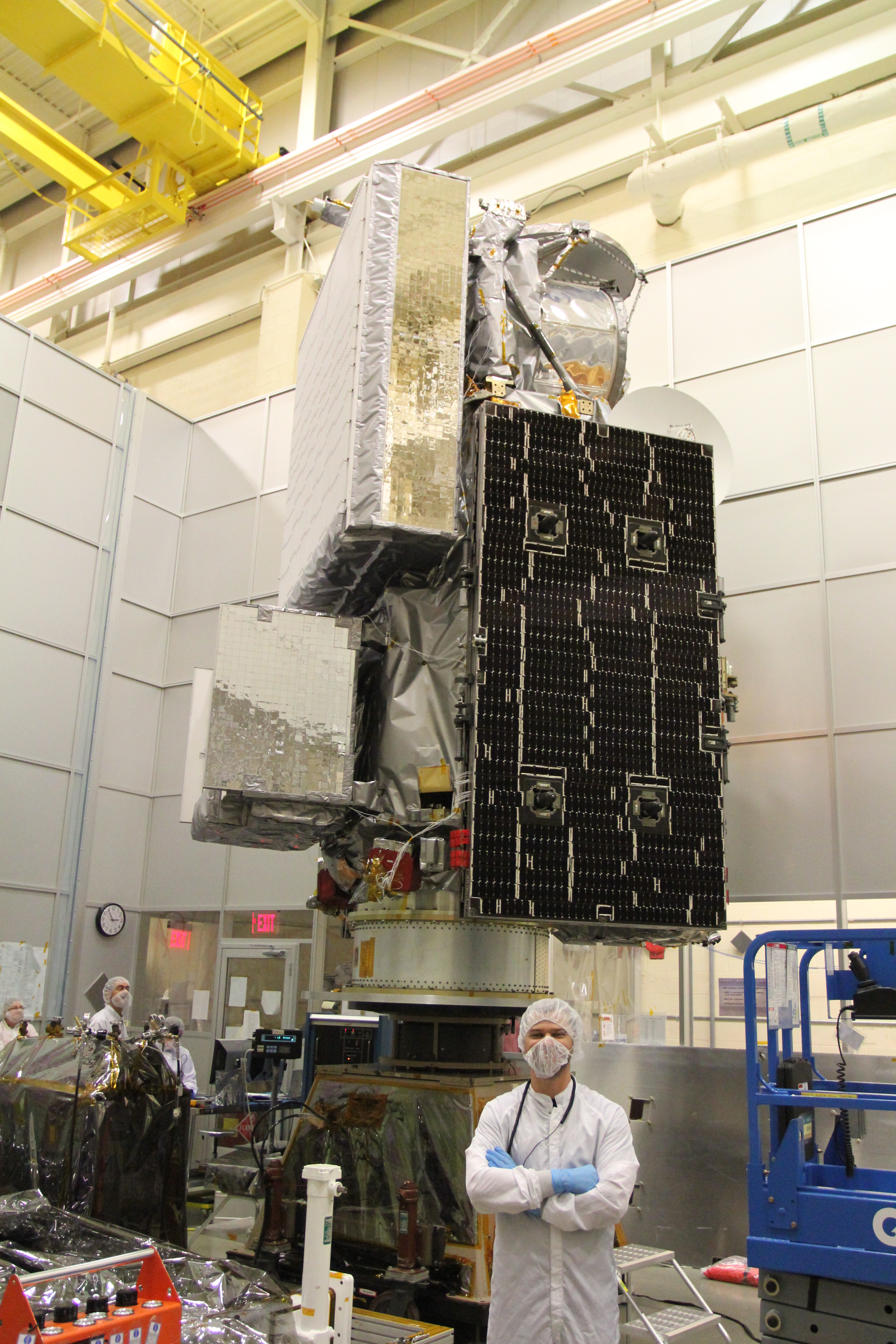
Satelita GPM podczas testów (czerwiec 2013)

## Wyposażenie

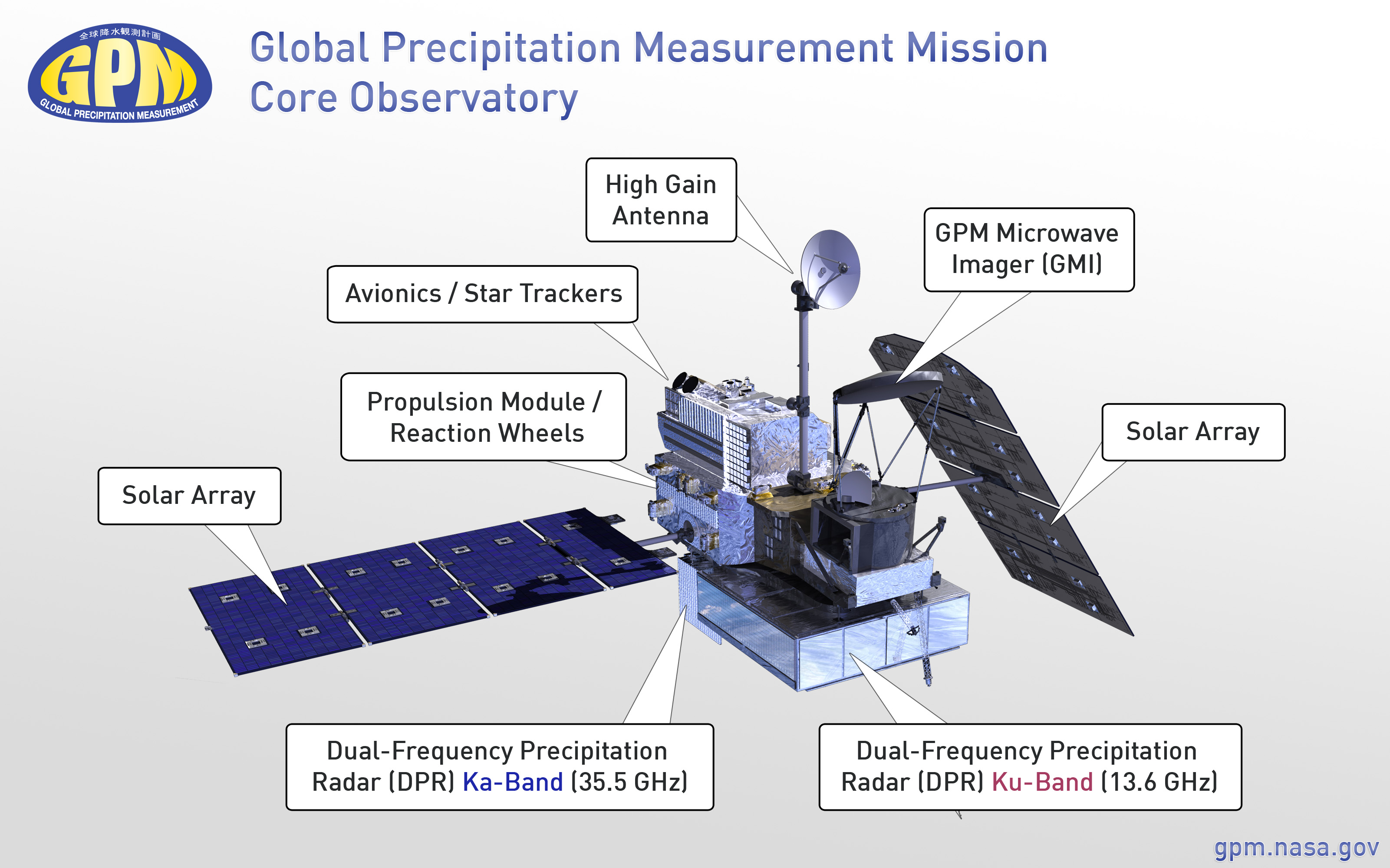
Wyposażenie satelity GPM

### Radar opadowy o podwójnej częstotliwości (Dual-Frequency Precipitation Radar) DPR
DPR będzie dokonywał pomiarów pola opadu w pasie wzdłuż drogi satelity nad Ziemią. Praktycznie będą to dwa radary pracujące w zakresach Ku (13,6 GHz) (jak w TRMM) i Ka (35,5 GHz). Pas pomiaru na powierzchni Ziemi będzie miał szerokość odpowiednio 245 i 125 km.

### Skaner mikrofalowy (GPM Microwave Imager) GMI
Jest to czujnik pasywny pracujący w 13 zakresach mikrofalowych pomiędzy 10 a 183 GHz. Pas skanowanej powierzchni Ziemi będzie miał szerokość 890 km.

## Literatura
- Strona JAXA dedykowana GPM (ang.)
- Serwis dedykowany GPM (ang.)
- Strona NASA dedykowana GPM (ang.)